# Маленький остров (фильм)
«Ма́ленький о́стров» (англ. Small Island) — двухсерийный телевизионный фильм канала BBC One 2009 года стал адаптацией одноимённого романа Андреа Леви 2004 года. В звёздном составе выступают Наоми Харрис и Рут Уилсон в роли героинь Гортензии Робертс и Куини Блай, двух женщин, которые изо всех сил пытаются удовлетворить свои личные амбиции и мечты среди хаоса Второй мировой войны в Лондоне и на Ямайке.
Телефильм в двух частях был разработан продюсерами Джоэнной Андерсон и Вики Ликориш из AL Films, представившими свой вариант романа Андреа Леви. Сценарий был написан Сарой Уильямс («Становясь Джейн», «Секретная жизнь миссис Битон»), а затем отредактирован Паулой Милн («Эндшпиль», «Королева-девственница»). Он был срежиссирован Джоном Александром, который был режиссёром адаптации 2008 года Джейн Остин «Разум и чувства» канала Би-би-си. Фильм состоит из двух 90-минутных серий, и был впервые показан 6 декабря 2009 года, также стал на телевидении США частью Списка классических образцовых сериалов в третьем сезоне 2010 года, стартовавшем 18 апреля 2010 года.

## Сюжет
Действие фильма разворачивается на фоне Второй мировой войны, в тот период, когда домовладельцы заявляли: «Никаких ирландцев, цветных и собак», сюжет повествует о переплетающихся судьбах жительницы Лондона Квини и её мужа Бернарда; их съемщиков, молодой пары с Ямайки Гилберта и Гортензии; и красивого, но таинственного Майкла.

## В ролях
- Наоми Харрис — Гортензия Робертс

Рожденная вне брака, а следовательно и вне закона, но не без любви, благодаря связи между её богатым ямайским отцом и неграмотной фермерской девушкой, Гортензия воспитывается двоюродным братом её отца как товарищ по детским играм его сына Майкла. После возвращения Майкла из школы-интерната Гортензия понимает, что её чувства к нему стали больше, чем просто сестринскими.
- Рут Уилсон — Куини Блай

Очаровательная Куини — человек с добрым сердцем, упрямо преодолевающая любые трудности. Воспитанная на свиноферме в Йоркшире, с юных лет она растёт ненавидя запах свиней, грязи и крови. Мечтая убежать она, наконец, получает желаемое, когда её добросердечная тётя присылает необходимую сумму для покупки билета на проезд до Лондона. Куини открыта ко всем у новому и жаждет новых впечатлений. Полная молодости и жизненной силы она едет в Лондон лелея в своём сердце надежду. Несмотря на попытку брать уроки дикции, ей никак не удаётся избавиться от своего йоркширского произношения.
Когда обстоятельства непредвиденной смерти отправляют её в руки образованного, но скучного Бернарда, Куини верит, что её мечты утеряны для неё навсегда. Но война приносит Куини новые впечатления когда Бернард отправляется на передовую и она вступает на опасный, но в конечном счете пробуждающий её путь.
- Дэвид Ойелоуо — Гилберт Джозеф

Гилберт предстаёт перед нами очаровательным дураком, но внутри он принципиальный и врождённый идеалист, который подписывается идти на войну в Англии — и не только с надеждами на лучшее для себя, но и потому, что он знает, что мир станет мрачным местом, если Гитлер не будет побеждён.
- Бенедикт Камбербэтч — Бернард Блай

Бернард Блай почти тридцатилетний банковский клерк среднего звена. Он живёт один со своим отцом в большом доме в Лондоне с тех пор, как его мать умерла. Его отец страдает от контузии после службы на Великой войне и в результате неё не может говорить.
В этой тихой и стабильной жизни есть прекрасная Куини, которая работает в магазине, где он каждый день покупает «Таймс». Она пробуждает в нём чувства, о существовании которых он и не подозревал, и после нескольких свиданий он набирается смелости поцеловать её. После свадьбы Бернард вскоре возвращается к своему подавленному и лишённому интереса ко всему вокруг состоянию, неспособный стать таким мужем, в котором нуждается Куини. Как и многие он психологически пострадал во время войны, до такой степени, что даже не мог узнать себя. Глубоко внутри он полагает, что никогда не станет достойным Куини, но не может перестать любить её.
- Эшли Уолтерс — Майкл Робертс

Майкл — сын строгого и богобоязненного мистера Филипа. Привлекательный нонконформист, с полосой везения, проходящей через всю его жизнь, Майкл воспитывается вместе Гортензией — из-за его бунтарского характера она всегда попадает в беду. Гортензия обожает его, но он воспринимает её только как младшую сестру и не обращает внимания на её чувства. Вернувшись из школы-интерната независимым, красивым мужчиной, Майкл вскоре начинает скандальный роман с местным учителем, перед тем как отправиться служить в британские ВВС.
Когда он встречает в Англии Куини, он ощущает с ней близкую связь, но эгоистичная природа Майкла означает, что он никогда не сможет быть связан.
- Никки Амука-Бёрд — Селия
- Хью Куарши — рассказчик / взрослый Майкл-Младший
- Карл Джонсон — Артур
- Шон Паркес — Уинстон
- Джонатан Харден — почтовый служащий

## Серии
| № серии | Название  | Сценарист                 | Режиссёр       | Дата выхода на экраны Великобритании | Количество зрителей |
| --- | --------- | ------------------------- | -------------- | ------------------------------------ | ------------------- |
| 1 | «1 серия» | Паула Милн и Сара Уильямс | Джон Александр | 6 декабря 2009                       | 5.02м               |
| Лондон 1948-го: Гортензия приезжает к своему мужу Гилберту в Англию, где он снимает комнату у Куини Блай. Обе женщины вышли замуж в бесперспективных обстоятельствах, любовь является роскошью, которую ни одна из них не может себе позволить. Как Гортензия вспоминает свою жизнь на Ямайке и глубокую любовь, которая у неё была к Майклу, и его предательство, также и Куини вспоминает свою ночь страсти с тем же самым Майклом, когда её муж был на войне. С самого начала будучи подозрительными друг к другу, раскроют ли они секрет, который их объединяет? |           |                           |                |                                      |                     |
| 2 | «2 серия» | Паула Милн и Сара Уильямс | Джон Александр | 13 декабря 2009                      | 3.24м               |
| Гортензия начинает свою новую жизнь в Англии и вскоре понимает, что это совсем не та золотая земля, которую она рассчитывала найти. Она и Гилберт страдают от расизма и неприятия, но оказавшись в беде они раскрывают новые качества друг в друге и начинают влюбляться. Куини шокирована, когда её муж Бернард возвращается к ней после долгих лет отсутствия. Когда она рожает ребенка от неизвестного отца, жизни всех четверых меняются навсегда. |           |                           |                |                                      |                     |

## Отзывы
После премьеры в США в апреле 2010 на Masterpiece Classic, Мэтью Гилберт из The Boston Globe написал:

Этот двухсерийный фильм имеет все шансы на успех: интересный замысел, привлекательный извилистый сюжет, глубокая игра, интригующие расовые и классовые вопросы. Но не лишний ли рассказчик? Как и несколько других мелодраматических преувеличений, в том числе акцентированный саундтрек и несколько чрезмерно «мыльных» диалогов о мечтах и желаниях, он отвлекает. Настаивая мы признаем громадную значимость и силу «Маленького острова», истории, которая разворачивается перед нами, а он только добавляет показушности. Если вы сможете погрузиться в «Маленький остров» несмотря на китч, вы будете вознаграждены берущей за душу исторической беллетристикой.

## Награды и номинации
| Награды и номинации | Награды и номинации                | Награды и номинации                       | Награды и номинации                                   | Награды и номинации |
| Год                 | Награда                            | Категория                                 | Номинант                                              | Результат           |
| ------------------- | ---------------------------------- | ----------------------------------------- | ----------------------------------------------------- | ------------------- |
| 2010                | British Academy Television Awards  | Лучшая мужская роль                       | Дэвид Ойелоуо                                         | Номинация           |
| 2010                | British Academy Television Awards  | Лучшая мужская роль второго плана         | Бенедикт Камбербэтч                                   | Номинация           |
| 2010                | British Academy Television Awards  | Лучший драматический телефильм            | Джон Александр, Вики Ликориш, Паула Милн, Элисон Оуэн | Номинация           |
| 2010                | British Academy Television Awards  | Лучшая оригинальная музыка на телевидении | Мартин Фиппс                                          | Победа              |
| 2010                | British Academy Television Awards  | Best Photography & Lighting, Fiction      | Тони Миллер                                           | Номинация           |
| 2010                | Телерадионаграда гильдии прессы    | Лучший сценарист                          | Паула Милн                                            | Номинация           |
| 2010                | Королевское телевизионное общество | Лучшая женская роль                       | Наоми Харрис                                          | Победа              |
| 2010                | Королевское телевизионное общество | Лучшая мужская роль                       | Дэвид Ойелоуо                                         | Победа              |
| 2010                | Международная премия Эмми          | Лучший мини-сериал или фильм              | Все серии                                             | Победа              |